# Риччарда Маласпина
Ричарда Маласпина (итал. Ricciarda Malaspina; 1497 — 15 июня 1553) — маркиза ди Масса, сеньора Каррары с 1519 года.
Дочь Антонио Альберико II Маласпина и Лукреции д’Эсте.

## Биография
Антонио Альберико II Маласпина в 1481 году после смерти отца стал маркизом Масса и сеньором Каррары. Сначала правил совместно со своим братом Франческо, но отстранил того от власти.
Не имея сыновей, Антонио Альберико II назначил наследницей старшую дочь — Элеонору, жену Шипионе Фиески, графа ди Лаванья. Но в 1516 году она умерла, и её овдовевший муж женился на Ричарде. После смерти Антонио Альберико II (1519 год) они стали правителями Массы и Каррары.
Через год Шипионе Фиески умер, и Ричарда вышла замуж за Лоренцо Чибо (20 июля 1500 — 14 марта 1549 года) знатного генуэзского дворянина, брата кардинала Инноченцо Чибо, внука папы Иннокентия VIII. Их потомки правили маркизатом Масса и сеньорией Каррара до 1829 года.
С 1530 по 1541 год Лоренцо Чибо был соправителем Ричарды, но после супружеской ссоры она отстранила его от управления с помощью императора Карла V, союзницей которого она была во время Итальянских войн. Она обвинила мужа в том, что он ведёт праздную жизнь в Риме и не участвует в делах.
В октябре 1546 года её сын Джулио при военной и денежной поддержке герцога Флоренции Козимо I Медичи и генуэзского адмирала Андреа Дориа и с помощью отца захватил власть в княжестве. Ричарда обратилась к Карлу V, и его войска восстановили её на троне.
В декабре того же года Джулио женился на Перетте Дориа (1526—1591), родственнице Андреа Дориа, и рассчитывал на того в качестве союзника. Однако к тому времени адмирал сам находился на императорской службе, и поэтому отказал в помощи.
Тогда Джулио вместе с изгнанным из Генуи Оттобуоно Фиески стал готовить заговор по захвату власти в республике. Их поддержали флорентийские Строцци и папа Павел III. Заговор был раскрыт, Джулио Чибо арестовали в Понтремоли, и в мае 1548 года казнили (обезглавили). Ричарда пыталась спасти сына от смерти, но безуспешно.
С 1550 года маркиза жила в Риме, управляя своими владениями через кастелянов. Она умерла 15 июня 1553 года после продолжительной болезни, вероятно — в Массе. Ей наследовал младший сын — Альберико I (1534—1623), принявший фамилию Чибо-Маласпина.